# Promissão
Promissão este un oraș în São Paulo (SP), Brazilia.